# A Sogra que te Pariu
A Sogra que te Pariu é uma série de televisão brasileira do gênero comédia, produzida pela Suburbanos Produções para a Netflix, sendo criada e protagonizada por Rodrigo Sant'Anna. A primeira temporada da série estreou em 13 de abril de 2022 e é considerada a primeira sitcom brasileira original do serviço de streaming.A seria também é protagonizada por Lidi Lisboa e Rafael Zulu. Em 29 de abril de 2022, a série foi renovada para uma segunda temporada, que foi lançada em 12 de abril de 2023.

## Enredo

### 1.ª Temporada (2022)
A trama nos apresenta à Dona Isadir (Rodrigo Sant'Anna), uma senhora que, durante a pandemia, se vê sem alternativa a não ser trocar seu humilde apartamento no Cachambi, bairro de classe média da Zona Norte carioca, pela mansão de seu filho Carlos (Rafael Zulu), localizada na Barra da Tijuca, bairro dos ricos e emergentes da Zona Oeste do Rio de Janeiro. Isadir está em constante atrito com sua nora, Alice (Lidi Lisboa), uma advogada bem-sucedida com origens mais elitizadas em relação ao seu marido, que assim como sua mãe, é de um bairro menos nobre. Os netos Jonas e Márcia (Pedro Ottoni e Bárbara Sut) ficam no meio do fogo cruzado, enquanto Marinez (Daniela Fontan), que trabalha há anos ali, assiste à guerra de camarote. Isso para não falar das festinhas e churrascos em que aparecem Fátima (Solange Teixeira) e Cezinha (Ney Lima), amigos de Dona Isadir do Cachambi.

### 2.ª Temporada (2023)
Quem achou que, com os problemas com a justiça, Dona Isadir (Rodrigo Sant'Anna) iria entrar na linha, errou feio. Na nova fase, depois de passar alguns meses na prisão onde aprendeu golpes de WhatsApp, fez amizades e se apaixonou, a sogra encontra agora uma nova desculpa para se manter na casa de seu filho Carlos (Rafael Zulu) e da nora Alice (Lidi Lisboa): cuidar do novo neto que está a caminho! Junto com a inseparável Fátima (Solange Teixeira), ela vai entrar em roubadas cada vez maiores e arrastar toda a família com ela.

## Elenco

### Principal
| Atores            | Personagens         | Temporada | Temporada |
| Atores            | Personagens         | 1 2022    | 2 2023    |
| ----------------- | ------------------- | --------- | --------- |
| Rodrigo Sant'Anna | Dona Isadir Queiroz |           |           |
| Lidi Lisboa       | Alice Queiroz       |           |           |
| Rafael Zulu       | Carlos Queiroz      |           |           |
| Pedro Ottoni      | Jonas Queiroz       |           |           |
| Bárbara Sut       | Márcia Queiroz      |           |           |
| Solange Teixeira  | Fátima              |           |           |
| Daniela Fontan    | Marinez             |           |           |
| Ney Lima          | Cezinha             |           |           |
| Thaíssa Carvalho  | Kelly               |           |           |
| Evaldo Macarrão   | Aloísio             |           |           |
| Marcelo Escorel   | Davi                |           |           |
| Diego Becker      | Flavinho            |           |           |

### Participações especiais
| Lista de participações especiais | Lista de participações especiais |
| 1ª Temporada                     | 1ª Temporada                     |
| Intérprete                       | Personagem                       |
| -------------------------------- | -------------------------------- |
| Eliana Pittman                   | Clarice                          |
| Danielle Winits                  | Vera Lino                        |
| Jojo Maronttinni                 | Motorista                        |
| Pepita                           | Motorista                        |
| Vittor Fernando                  | Motorista                        |
| Mumuzinho                        | Motorista                        |
| Buchecha                         | Passageiro                       |
| Isaías Silva                     | Repórter                         |
| Arthur Picoli                    | Apresentador                     |
| 2ª Temporada                     |                                  |
| Dani Calabresa                   | Lucinha Sandler                  |
| Luciana Gimenez                  | Kátia                            |
| Rosi Campos                      | Mirtes                           |
| Hélio de la Peña                 | Doutor Leitão                    |
| Ricardo Vianna                   | Codorna                          |
| Pequena Lo                       | Motorista                        |
| Rafael Uccman                    | Motorista                        |
| Eliezer                          | Motorista                        |
| Camilla de Lucas                 | Motorista                        |
| Gracyanne Barbosa                | Apresentadores                   |
| Rico Melquiades                  | Apresentadores                   |
| Gustavo Tubarão                  | Agroboy                          |
| Rosanne Mulholland               | Debby                            |
| Roberta Rodrigues                | Prikitona                        |

## Episódios
| Temporada | Temporada | Episódios | Exibição             | Exibição            |
| Temporada | Temporada | Episódios | Estreia da temporada | Final da temporada  |
| --------- | --------- | --------- | -------------------- | ------------------- |
|           | 1         | 10        | 13 de abril de 2022  | 13 de abril de 2022 |
|           | 2         | 10        | 12 de abril de 2023  | 12 de abril de 2023 |

## Produção
Em 2 de setembro de 2021, a Netflix anuncia a chegada da sua primeira sitcom brasileira no formato multicâmera. Intitulada de A Sogra que te Pariu, foi confirmada que a produção seria uma comédia produzida e protagonizada por Rodrigo Sant'Anna junto à Suburbanos Produções. O anúncio veio através de um teaser apresentando o elenco principal da série. A primeira temporada estreou em 13 de abril de 2022. Rapidamente, a temporada já tinha alcançado o Top 10 de produções mais consumidas da plataforma na semana.
Em 29 de abril, durante o evento Rio2C, a série foi renovada para uma segunda temporada. As gravações iniciaram em setembro e se encerraram no início de outubro do mesmo ano. Lidi Lisboa que integra a série, deixou o comando da Cabine de Descompressão, programa que entrevista os eliminados do reality show A Fazenda, para se dedicar exclusivamente as gravações da segunda temporada da série. A segunda temporada foi lançada em 12 de abril de 2023.